# Misconduct
Misconduct es una película estadounidense de 2016 de género thriller dirigida por Shintaro Shimosawa y escrita por Simon Boyes y Adam Mason. Estuvo protagonizada por Josh Duhamel, Alice Eve, Malin Åkerman, Byung-hun Lee, Julia Stiles, Glen Powell, Al Pacino y Anthony Hopkins. El filme tuvo un estreno limitado y se distribuyó  bajo demanda el 5 de febrero de 2016 por Lionsgate Premiere.

## Reparto
- Josh Duhamel - Ben Cahill
- Alice Eve - Charlotte Cahill
- Malin Åkerman - Emily Hynes
- Al Pacino - Charles Abrams
- Anthony Hopkins - Arthur Denning
- Julia Stiles - Jane Clemente
- Byung-hun Lee - El contador
- Glen Powell - Doug Fields
- Skye P. Marshall - Hatty
- Gregory Alan Williams - Richard Hill
- Ara Gelici - Joseph Andolini
- Jason Gibson - Graham
- Chris Marquette - Giffords

## Producción
El 6 de febrero de 2015 se anunció que Hopkins, Pacino, Dan Stevens, Åkerman y Lee se habían unido al reparto de la película, titulada entonces Beyond Deceit. El 10 de marzo del mismo año, Duhamel y Eve se unieron al elenco.
La filmación comenzó el 20 de marzo de 2015 en Nueva Orleans, Louisiana.

## Estreno
El 1 de abril de 2015, Lionsgate adquirió los derechos de distribución de la película a través de su sello Lionsgate Premiere. La película tuvo un estreno limitado y bajo demanda el 5 de febrero de 2016.
Tuvo un estreno limitado en el Reino Unido a través de Reel Cinemas en junio de 2016, recaudando solo 97 libras (19,40 £ por proyección) en su primer fin de semana.

## Recepción
Misconduct recibió críticas negativas. Tiene una calificación favorable del 7 % en el sitio web agregador de reseñas Rotten Tomatoes, según 26 reseñas, con una calificación promedio de 2,5 sobre 10. En Metacritic, la película tiene una calificación de 24 sobre 100, basada en 10 críticas, lo que indica «críticas generalmente desfavorables».